# Liste der Bodendenkmäler in Bad Feilnbach
Auf dieser Seite sind die Bodendenkmäler in der oberbayerischen Gemeinde Bad Feilnbach zusammengestellt. Diese Tabelle ist eine Teilliste der Liste der Bodendenkmäler in Bayern. Grundlage ist die Bayerische Denkmalliste, die auf Basis des Bayerischen Denkmalschutzgesetzes vom 1. Oktober 1973 erstmals erstellt wurde und seither durch das Bayerische Landesamt für Denkmalpflege geführt wird. Die folgenden Angaben ersetzen nicht die rechtsverbindliche Auskunft der Denkmalschutzbehörde.

## Bodendenkmäler der Gemeinde Bad Feilnbach

### Bodendenkmäler in der Gemarkung Au b.Bad Aibling
| Lage                        | Objekt | Akten-Nr.     | Bild |
| --------------------------- | --- | ------------- | ---- |
| Au b.Bad Aibling (Standort) | Burgstall des hohen oder späten Mittelalters (Altenburg). | D-1-8237-0050 |      |
| Au b.Bad Aibling (Standort) | Körpergräber des frühen Mittelalters. | D-1-8237-0052 |      |
| Au b.Bad Aibling (Standort) | Untertägige mittelalterliche und frühneuzeitliche Befunde und Funde im Bereich der katholischen Pfarrkirche St. Martin in Au bei Bad Aibling und ihrer Vorgängerbauten. | D-1-8237-0056 |      |
| Au b.Bad Aibling (Standort) | Untertägige frühneuzeitliche Befunde und Funde im Bereich der katholischen Kapelle Mariä Heimsuchung (Taxakapelle) in Au b. Bad Aibling.                                | D-1-8237-0125 |      |

### Bodendenkmäler in der Gemarkung Bad Feilnbach
| Lage                     | Objekt | Akten-Nr.     | Bild |
| ------------------------ | --- | ------------- | ---- |
| Bad Feilnbach (Standort) | Untertägige spätmittelalterliche und frühneuzeitliche Befunde und Funde im Bereich der katholischen Filialkirche Mariä Himmelfahrt in Lippertskirchen und ihrer Vorgängerbauten. | D-1-8237-0058 |      |
| Bad Feilnbach (Standort) | Burgstall des Mittelalters und der frühen Neuzeit (Sitz Diepertskirchen). | D-1-8237-0124 |      |

### Bodendenkmäler in der Gemarkung Dettendorf
| Lage                  | Objekt | Akten-Nr.     | Bild |
| --------------------- | --- | ------------- | ---- |
| Dettendorf (Standort) | Siedlung vor- und frühgeschichtlicher Zeitstellung. | D-1-8137-0032 |      |
| Dettendorf (Standort) | Siedlung oder verebnete Grabhügel vor- und frühgeschichtlicher Zeitstellung.                                                                                        | D-1-8137-0068 |      |
| Dettendorf (Standort) | Untertägige mittelalterliche und frühneuzeitliche Befunde und Funde im Bereich der katholischen Filialkirche St. Korbinian in Dettendorf und ihrer Vorgängerbauten. | D-1-8137-0080 |      |
| Dettendorf (Standort) | Untertägige mittelalterliche und frühneuzeitliche Befunde und Funde im Bereich der katholischen Filialkirche St. Martin in Kematen und ihrer Vorgängerbauten.       | D-1-8137-0082 |      |

### Bodendenkmäler in der Gemarkung Hundham
| Lage                           | Objekt                                         | Akten-Nr.     | Bild |
| ------------------------------ | ---------------------------------------------- | ------------- | ---- |
| Hundham Fischbachau (Standort) | Burgstall des hohen Mittelalters (Alte Birke). | D-1-8237-0001 |      |

### Bodendenkmäler in der Gemarkung Litzldorf
| Lage                 | Objekt | Akten-Nr.     | Bild |
| -------------------- | --- | ------------- | ---- |
| Litzldorf (Standort) | Burgstall des hohen oder späten Mittelalters (Gschlößl). | D-1-8238-0150 |      |
| Litzldorf (Standort) | Burgstall des hohen Mittelalters. | D-1-8238-0250 |      |
| Litzldorf (Standort) | Untertägige mittelalterliche und frühneuzeitliche Befunde und Funde im Bereich der katholischen Pfarrkirche St. Michael in Litzldorf und ihrer Vorgängerbauten. | D-1-8238-0253 |      |

### Bodendenkmäler in der Gemarkung Wiechs
| Lage              | Objekt | Akten-Nr.     | Bild |
| ----------------- | --- | ------------- | ---- |
| Wiechs (Standort) | Untertägige mittelalterliche und frühneuzeitliche Befunde und Funde im Bereich der katholischen Filialkirche St. Laurentius und Sixtus in Wiechs und ihrer Vorgängerbauten. | D-1-8238-0256 |      |